# Сосніцовиці (гміна)
Гміна Сосніцовиці (пол. Gmina Sośnicowice) — місько-сільська гміна у південній Польщі. Належить до Гливицького повіту Сілезького воєводства.
Станом на 31 грудня 2011 у гміні проживало 8646 осіб.

## Територія
Згідно з даними за 2007 рік площа гміни становила 116,24 км², у тому числі:
- орні землі: 35,00%
- ліси: 59,00%

Таким чином, площа гміни становить 17.52% площі повіту.

## Населення
Станом на 31 грудня 2011:
| Опис     | Загалом | Загалом | Чоловіки | Чоловіки | Жінки | Жінки |
| -------- | ------- | ------- | -------- | -------- | ----- | ----- |
| одиниця  | осіб    | %       | осіб     | %        | осіб  | %     |
| все      | 8646    | 100     | 4129     | 47,76    | 4517  | 52,24 |
| міське   | 1853    | 100     | 819      | 44,20    | 1034  | 55,80 |
| сільське | 6793    | 100     | 3310     | 48,73    | 3483  | 51,27 |

## Сусідні гміни
Гміна Сосніцовиці межує з такими гмінами: Берава, Кузня-Рациборська, Пільховиці, Рудзінець.